# ياسوشي تاناكا
ياسوشي تاناكا (باليابانية: 田中保؛ بالكانا: たなか やすし) هو رسام ياباني، ولد في 13 مايو 1886 في سايتاما في اليابان، وتوفي في 24 أبريل 1941 في باريس في فرنسا.

## معرض صور

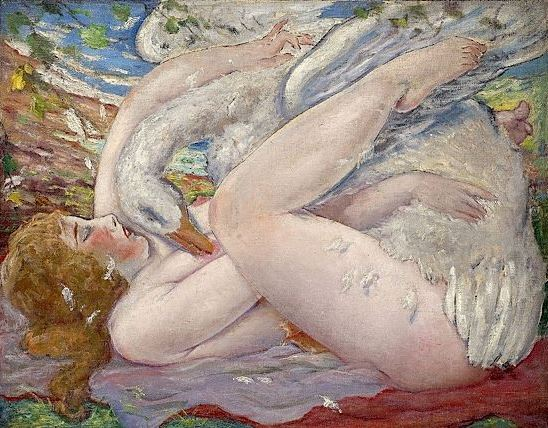
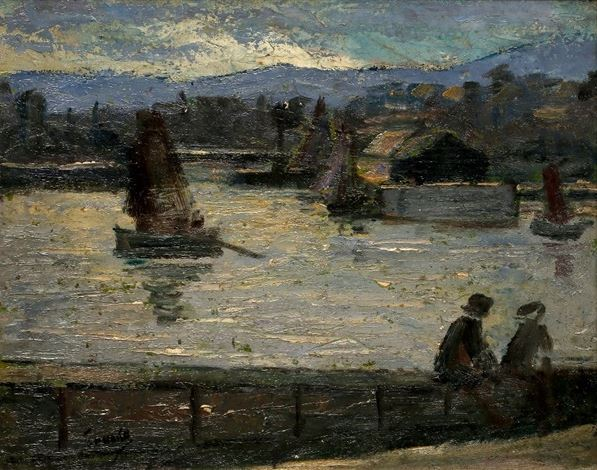
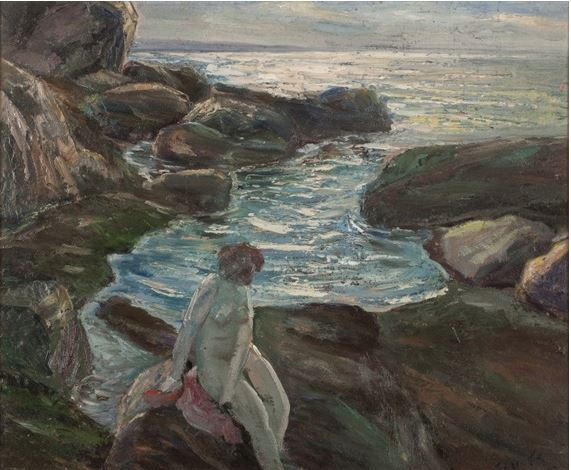
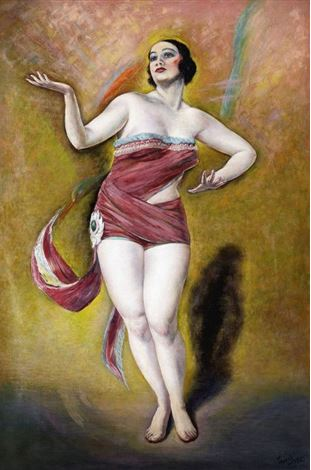